# Natalija Dmitročenková
Natalija Dmitročenková (* 16. dubna 1966) je bývalá sovětská a později běloruská atletka, která se věnovala sportovní chůzi.

## Kariéra
V závěru 20. století patřila k předním evropským chodkyním. V roce 1987 se stala premiérovou halovou mistryní Evropy v chůzi na 3 kilometry. Na evropském šampionátu v roce 1994 obsadila v závodě na 10 km chůze šesté místo, na olympiádě v Sydney v roce 2000 došla do cíle závodu na 20 km chůze devátá.